# 우아

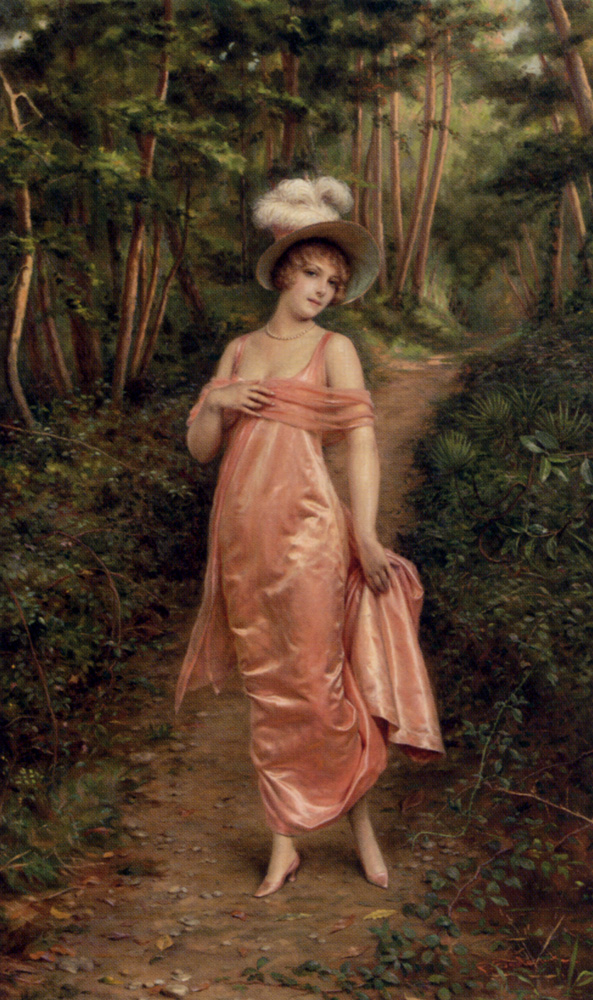
우아함을 나타내는 그림

우아(優雅, elegance)는 아름답고 소박한 것들의 속성을 뜻하며, 고상(高尙)이라고도 한다. 우아함은 흔히 시각 디자인이나 장식의 영역에서 미적 범주의 기준으로 사용된다.
우아함은 주로 적절한 위엄이나 절제된 품위에 초첨을 맞춘 디자인의 단순하고 지속적인 속성을 나타내며, 때때로 호화로운 디자인이나 장식을 나타내기도 한다.